# Kad Merad

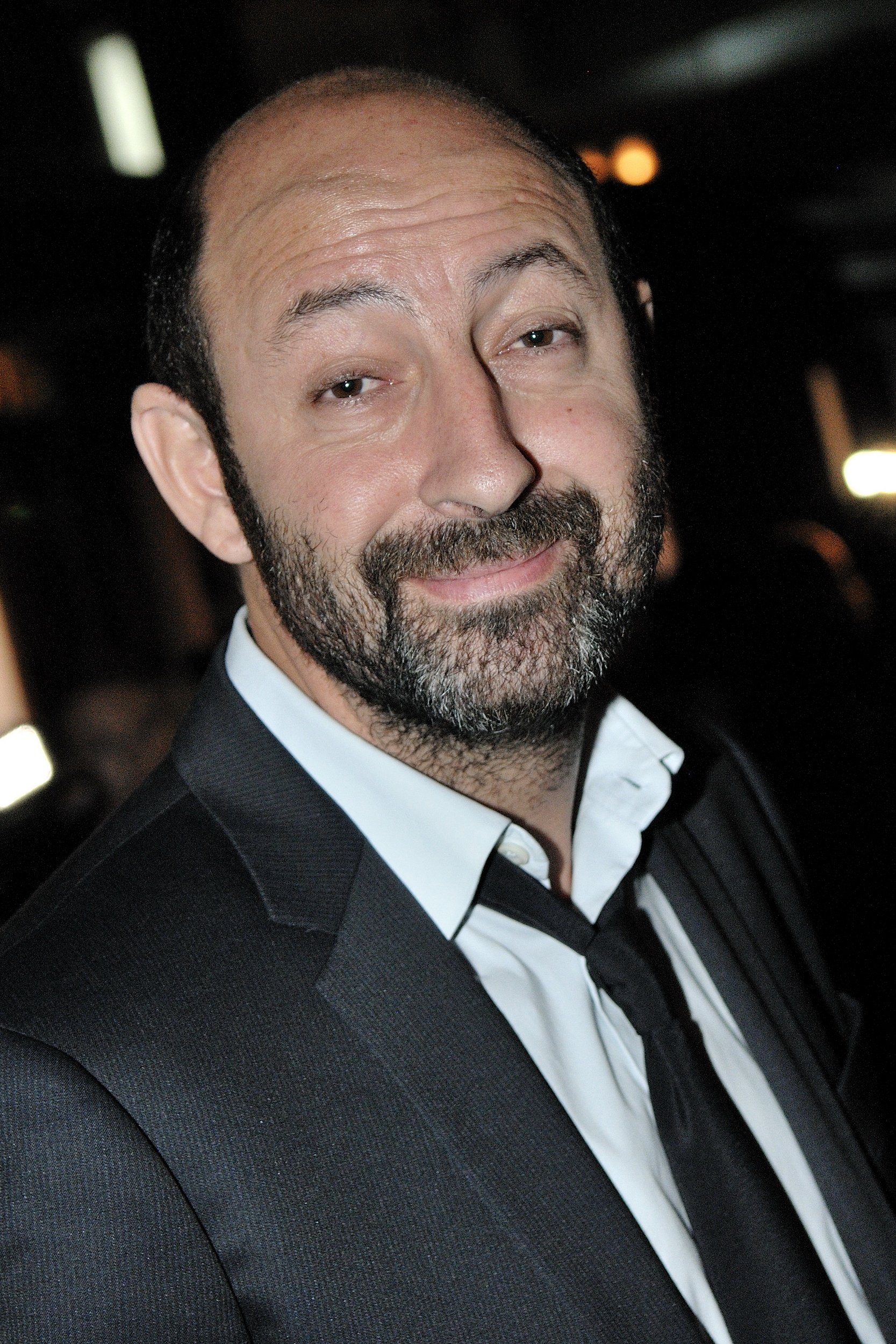
Kad Merad bei der Premiere seines Films Le Petit Nicolas (2009)

Kaddour „Kad“ Merad (* 27. März 1964 in Sidi bel Abbès, Algerien) ist ein französischer Filmschauspieler und Drehbuchautor.

## Leben
Kad Merads Vater ist Algerier und seine Mutter ist Französin. Er hat zwei Brüder und eine Schwester. Nach Anfängen als Unterhalter im Club Med und als Schauspieler am Theater kam Merad 1991 zum Pariser Radiosender Ouï FM, wo er auf Olivier Baroux traf. Die beiden bildeten das Comedy-Duo Kad et Olivier und machten zusammen mehrere erfolgreiche Radioformate und TV-Shows.
Nach mehreren kleinen Rollen brachte Mais qui a tué Pamela Rose?, zu dem er mit Baroux auch das Drehbuch schrieb, im Jahr 2003 seinen Durchbruch im Filmgeschäft. Es folgten Rollen in verschiedenen Dramen und Komödien wie Die Kinder des Monsieur Mathieu, Vögel des Himmels und Kann das Liebe sein? Im Jahr 2007 erhielt er für seine Leistung in dem Film Keine Sorge, mir geht’s gut den César als bester Nebendarsteller.
Die Komödie Willkommen bei den Sch’tis, in der Merad eine Hauptrolle spielte, wurde mit über 20 Millionen Zuschauern der erfolgreichste französische Kinofilm aller Zeiten.

## Filmografie (Auswahl)

### Als Schauspieler
- 1996: Gipfelgespräch (Dialogue au sommet)
- 2003: Mais qui a tué Pamela Rose?
- 2003: Die Kinder des Monsieur Mathieu (Les choristes)
- 2003: Les clefs de bagnole
- 2005: Isnogud – Der bitterböse Großwesir (Iznogud)
- 2005: Vögel des Himmels (Les oiseaux du ciel)
- 2006: Keine Sorge, mir geht’s gut (Je vais bien, ne t’en fais pas)
- 2006: (Welt) All inklusive (Un ticket pour l’espace)
- 2007: Kann das Liebe sein? (Je crois que je l’aime)
- 2008: Willkommen bei den Sch’tis (Bienvenue chez les Ch’tis)
- 2008: Paris, Paris – Monsieur Pigoil auf dem Weg zum Glück (Faubourg 36)
- 2009: Safari (Safari)
- 2009: Der kleine Nick (Le petit Nicolas)
- 2010: 22 Bullets (L’immortel)
- 2010: Fasten auf Italienisch (L’Italien)
- 2010: Nix zu verhaften (Protéger & servir)
- 2011: Die Tuschs – Mit Karacho nach Monaco! (Les Tuche)
- 2011: Krieg der Knöpfe (La nouvelle guerre des boutons)
- 2011: La fille du puisatier
- 2012: FBI (Mais qui a re-tué Pamela Rose?)
- 2012: Superstar
- 2013: Eine Hochzeit und andere Hindernisse (Des gens qui s’embrassent)
- 2013: Le grand méchant loup
- 2014: Super-Hypochonder (Supercondriaque)
- 2014: Der kleine Nick macht Ferien (Les vacances du petit Nicolas)
- 2015: Plötzlich wieder jung – Zurück in die 80er (Bis)
- 2015: On voulait tout casser
- 2016: Baron Noir
- 2017: Alibi.com
- 2017: La Mélodie – Der Klang von Paris (La mélodie)
- 2018: Die Sch’tis in Paris – Eine Familie auf Abwegen (La Ch’tite Famille)
- 2019: Stiller Verdacht (La part du soupçon)
- 2019: Just a Gigolo
- 2020: Ein Triumph (Un triomphe)
- 2022: Oussekine (Fernsehserie)
- 2023: Voll ins Leben (La vie pour de vrai)
- 2024: Anthracite (Serie)
- 2024: Finalement

### Als Drehbuchautor
- 2006: (Welt) All inklusive (Un ticket pour l’espace)
- 2012: FBI – Female Body Inspectors (Mais qui a re–tué Pamela Rose?)

### Als Regisseur
- 2011: Monsieur Papa
- 2012: FBI – Female Body Inspectors (Mais qui a re–tué Pamela Rose?)

## Auszeichnungen
- 2007: César für Keine Sorge, mir geht’s gut (Bester Nebendarsteller)
- 2007: Étoile d’Or für Keine Sorge, mir geht’s gut (Nominierung als Bester männlicher Newcomer)
- 2009: Globe de Cristal für Willkommen bei den Sch’tis (Nominierung als Bester Hauptdarsteller)